# فستربورغ
فِستَربُرغ (بالألمانية: Westerburg) (نقحرة: فيستربورغ) هي بلدة ألمانية تقع في راينلند بالاتينات في ألمانيا. يقدر عدد سكانها بـ 5,651 نسمة .